# Regös István
Regös István névvariáns: Regős István (Budapest, 1939. december 20. – Budapest, 2023. március 3.) magyar újságíró, író, televíziós szerkesztő-riporter, a Mix Magazin alapító főszerkesztője.

## Életpályája
A MÚOSZ Újságíró Iskolájában végzett, majd filozófiát, esztétikát tanult. 1960-ban lett a Magyar Televízió munkatársa. 1964 és 1969 között újságíróként a Képes Újságnál és a Hétfői Híreknél dolgozott, majd 1970-től ismét a Magyar Televízióban riporter-műsorvezetőként folytatta pályafutását. Itt először az ifjúsági osztályhoz, majd 1974-től a Politikai Adások Főszerkesztőségéhez került. Készített politikai, ifjúsági műsorokat. Olyan sikeres riport- és interjúműsorokat szerkesztett és vezetett, mint A Hét, az Óriás kerék vagy a Reflektor Magazin.
1975-ben nyilatkozta:

„1970 óta dolgozom a tévében, de ez csak annyiban érdekes, hogy ekkor kerültem másodszor a Szabadság téri házba. Ugyanis már 1960-ban is tevékenykedtem a televízió körül, mint ügyelő, majd gyakornok, segédszerkesztő. Inkább anyaggyűjtés volt a feladatom és a szerkesztők, riporterek keze alá dolgoztam. Büszke vagyok arra, hogy ebben az időben olyan mestereim voltak, mint a többi között Zsurzs Éva, B. Megyeri Gabriella.”

Dokumentumsorozataiért több jelentős szakmai díjat nyert. Leghíresebb munkái az Alkohol és a Bűn című sorozatok, melyek mára a műfaj klasszikusainak számítanak, és amelyek dokumentumregény formában rekord példányszámban keltek el.

„Sokat küszködöm önmagammal, filmjeim anyagával, az etikai kérdéssel: meddig mehet el a riporter, hogy senki személyiségét ne sértse, hanem igaz szándéka szerint segítsen…az én riporteri ars poeticám, hitvallásom: Aki nem tesz semmit, az a győzelem esélyét is elveszíti.”

1992-ben Magyarországon az elsők között alapított és vezetett sikeresen évtizedekig PR-céget. 2001-ben alapította és irányította több mint húsz éven keresztül a Mix Magazint és a Mix Online internetes hírportált, melyekben a közélet minden területén értékeset alkotó művészekkel, ismert emberekkel készültek interjúk, riportok.
Regös István írt regényt és verseskötetet, valamint számos közéleti, politikai és művészi témájú publicisztikát, melyek A megfagyott idő címen könyv formájában is, több kötetben megjelentek. Élete végéig aktív maradt, cégei vezetése mellett újságíróként a nagyvilág dolgaival kapcsolatos gondolatait rendszeresen kifejtette véleménycikkeiben.
Regös István három gyermek édesapja volt, feleségével több mint négy évtizede élt házasságban.

## Televíziós munkáiból
- Menni vagy maradni
- Lehetőség és valóság[6]
- Alkohol[7]
- Rehabilitáció
- Bűn (sorozat)
- Mi történt? (riportfilm)

## Könyvei
- Regös István: Alkohol (Táncsics Könyvkiadó, Budapest, 1976) ISBN 9633204364
- Regös István: Bűn (Népszava Lap- és Könyvkiadó, Budapest, 1981) ISBN 9633221889
- Regös István: Leszbi vagy nem lenni (Bookmaker, Budapest, 2003) ISBN 9632126572
- Regös István: A megfagyott idő I. Röhög a parlament (Duna International, Budapest, 2012) ISBN 9789633540916
- Regös István: A megfagyott idő – Mutyi jobb, maffia bal (Duna International, Budapest, 2014) ISBN 9786155390357
- Regös István: A megfagyott idő II. Ereszt a rendszer (Duna International, Budapest, 2015) ISBN 9786158005517
- Regös István: A megfagyott idő III. Plázák népe  (R. Média Kft. 2018) ISBN 9786150016795
- Regös István: A megfagyott idő IV. Nemzeti siránkozások  (R. Média Kft. 2020) ISBN 9786158114530

## Díjai, elismerései
- Televíziós nívódíj (Lehetőség és valóság című riportfilm)
- Televíziós nívódíj (az Alkohol című sorozat ötletéért és szerkesztéséért)[8]
- Riporteri kategóriadíj (Miskolci TV Fesztivál)[9]